# رابرت لووری (بازیکن بسکتبال)
رابرت لووری (انگلیسی: Robert Lowery؛ زادهٔ ۲۳ دسامبر ۱۹۸۷) بازیکن بسکتبال اهل ایالات متحده آمریکا است.
از باشگاه‌هایی که در آن بازی کرده‌است می‌توان به آلبا برلین اشاره کرد.